# Moluccella aucheri
Moluccella aucheri là một loài thực vật có hoa trong họ Hoa môi. Loài này được (Boiss.) Scheen mô tả khoa học đầu tiên năm 2007.